# New Brighton (Minnesota)
New Brighton es una ciudad ubicada en el condado de Ramsey en el estado estadounidense de Minnesota. En el Censo de 2010 tenía una población de 21456 habitantes y una densidad poblacional de 1.173,9 personas por km².

## Geografía
New Brighton se encuentra ubicada en las coordenadas 45°3′54″N 93°12′33″O / 45.06500, -93.20917. Según la Oficina del Censo de los Estados Unidos, New Brighton tiene una superficie total de 18.28 km², de la cual 16.73 km² corresponden a tierra firme y (8.46%) 1.55 km² es agua.

## Demografía
Según el censo de 2010, había 21456 personas residiendo en New Brighton. La densidad de población era de 1.173,9 hab./km². De los 21456 habitantes, New Brighton estaba compuesto por el 81.94 % blancos, el 6.64 % eran afroamericanos, el 0.4 % eran amerindios, el 6.07 % eran asiáticos, el 0.03 % eran isleños del Pacífico, el 2.21 % eran de otras razas y el 2.71 % pertenecían a dos o más razas. Del total de la población el 4.35 % eran hispanos o latinos de cualquier raza.